# Північ (анімаційний фільм)
«North» - міжнародний комп’ютерно-анімований пригодницький фільм, який перебуває у виробництві. Його створюють студії PictoryLand AS (Норвегія), Studio 100 Film (Німеччина) та Anima Vitae (Фінляндія). Світова прем'єра запланована на листопад 2025 року.
Фільм натхненний казкою Ганса Крістіана Андерсена «Снігова королева». Головні ролі озвучують Мадс Міккельсен

## Сюжет
У центрі сюжету - дівчина на ім’я Герда, яка вирушає в небезпечну подорож на Північ, щоб урятувати свого найкращого друга Кая, якого викрала Снігова королева. Події розгортаються в зимових пейзажах Норвегії, зокрема у Фіннмарку. Подорож Герди стає випробуванням на мужність, відданість і силу любові.

## У ролях
- Мадс Міккельсен - Северин, батько Кая, який страждає після його зникнення.
- Дженніфер Лінн Вілсон — Герда
- Рд Наварра Балде — Сампо
- Чарлі Бауер — Кай
- Бріанна Фернандес — закадровий голос

## Виробництво
Режисеркою фільму виступає Бенте Лоне, авторка фентезі-романів. Продюсерами стали Гокон Гундерсен (The Flight of the Navigator, Free Jimmy) та Ральф Ґуґґенгайм, співзасновник Pixar і продюсер анімаційного фільму Toy Story.
Проєкт позиціонується як сучасна європейська інтерпретація класичної казки з акцентом на емоційну глибину, міфологію та зимову атмосферу Півночі.

## Презентація
Фільм було офіційно представлено на кіноринку Marché du Film у рамках Каннського кінофестивалю 2025 року. Міжнародна прем'єра запланована на кінець 2025 року.   
1. ↑  SemiColonWeb. FormatBiz | Star Power for The Snow Queen Adventure: Mads Mikkelsen Joins North Voice Cast. www.formatbiz.it (амер.). Процитовано 31 травня 2025.
2. ↑  Milligan, Mercedes (7 травня 2025). Mads Mikkelsen Joins Cast of 'North' Animated Snow Queen Adventure. Animation Magazine (амер.). Процитовано 31 травня 2025.
3. ↑  https://media.studio100international.com/media/sites/2/2025/05/f09d721ccc-20250507_pressrelease_north_mads-mikkelsen-announcement_final.pdf